# Кацуяма, Хитоми
Хитоми Кацуяма (яп. 勝山 眸美; род. 21 мая 1994) — японская легкоатлетка, специалистка по метанию молота. Выступает за сборную Японии по лёгкой атлетике с 2017 года, обладательница бронзовой медали Азиатских игр, бронзовая призёрка чемпионата Азии, двукратная чемпионка страны.

## Биография
Хитоми Кацуяма родилась 21 мая 1994 года.
Окончила Цукубский университет. Активно выступала на различных соревнованиях национального уровня начиная с 2012 года, представляла легкоатлетический клуб компании Orico.
Впервые заявила о себе в лёгкой атлетике на международной арене в сезоне 2017 года, когда стала чемпионкой Японии в метании молота, вошла в состав японской национальной сборной и побывала на чемпионате Азии в Бхубанешваре, откуда привезла награду бронзового достоинства — с результатом 60,22 метра уступила только двум китаянкам.
В 2018 году вновь одержала победу на чемпионате Японии, на соревнованиях в Ямагути установила свой личный рекорд в метании молота — 65,32 метра. Благодаря череде удачных выступлений удостоилась права защищать честь страны на Азиатских играх в Джакарте — метнула здесь молот на 62,95 метра, выиграв бронзовую медаль.
На чемпионате Азии 2019 года в Дохе с результатом 59,70 метра была в метании молота пятой.
В 2020 году на чемпионате Японии в Ниигате стала серебряной призёркой, показав результат 62,47 метра.